# Алин, Александр Семёнович
Александр Семёнович Алин (?—1915) — российский предприниматель, купец 2-й гильдии в Пермской губернии.

## Биография
Александр Семёнович Алин - представитель купеческого семейного клана Алиных, живших в городе Чердынь Пермской губернии. Алины имели рыбные промыслы на Печоре. Торговали на крупнейших российских ярмарках хлебом, сахаром, солью, рыбой и пушниной, имели склады в Перми, Нижнем Новгороде, Ирбите, Москве и других городах.
Один из братьев Алиных — Александр — переехал в Пермь, открыл специальный меховой магазин с мастерскими (на 1898 год - в доме братьев Каменских на улице Сибирской), позднее в собственном доме по улице Сибирской, 17 (ныне — улица Сибирская, 19).
В своей усадьбе Александр Семенович разместил сырейную, скорняжную и красильную мастерские, магазин по продаже пушнины, доставляемой ему братьями, а также меховых изделий, сшитых в собственной мастерской. В Перми по разнообразию и качеству меховых изделий торговому дому Алина не было конкурентов, это был лучший магазин, торговый оборот которого достигал 240 тысяч рублей в год. Здесь можно было купить изделия из лисы, песца, белки, соболя, куницы, тюленьей кожи, голубца (голубой песец), неплюя (олений теленок до полугода), пыжика (молодой северный олень), замши.

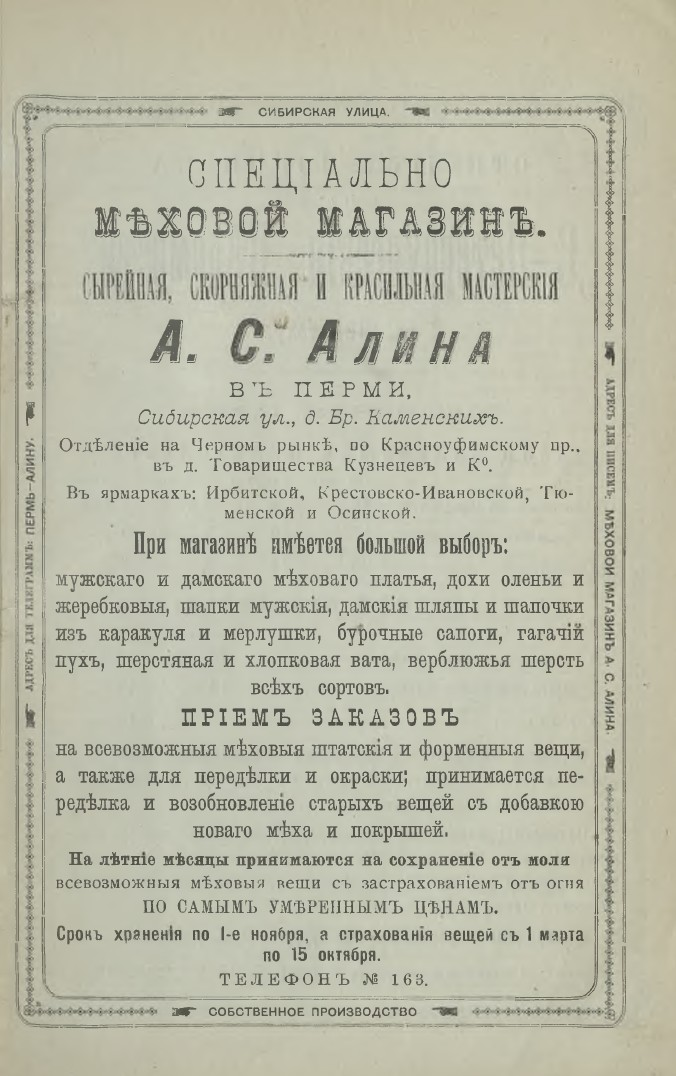
Объявление в Перми. Меховой магазин А. С. Алина, 1898 год
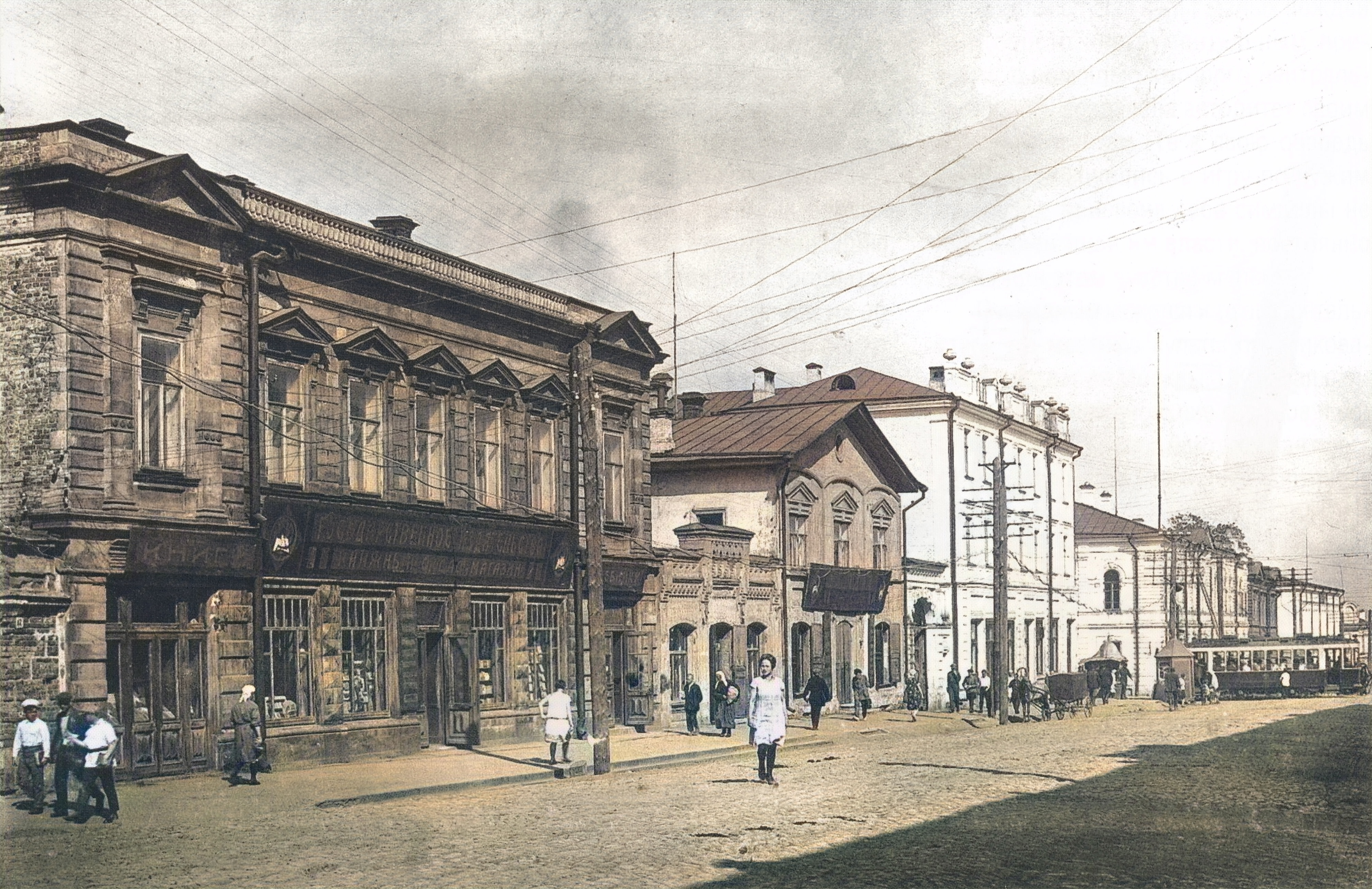
Усадьба Алиных в 1930-1931 гг.